# Linyphia sikkimensis
Linyphia sikkimensis là một loài nhện trong họ Linyphiidae.
Loài này thuộc chi Linyphia. Linyphia sikkimensis được Benoy Krishna Tikader miêu tả năm 1970.